# Banca centrale dello Yemen
La Banca centrale dello Yemen (in arabo: البنك المركزي اليمني) è la banca centrale dello stato asiatico dello Yemen.
Le monete e le banconote ufficiali che stampano e coniano è il riyal yemenita.

## Storia
Dal 1964 al 1967 fu in funzione un Consiglio monetario yemenita. La Banca Centrale dello Yemen del Nord è stata istituita nel 1971 e la Banca Centrale dello Yemen del Sud nel 1972. Dopo la riunificazione dei settori settentrionale e meridionale dello Yemen il 22 maggio 1990, la Banca Centrale dello Yemen (Nord) si fuse con la Banca dello Yemen (Sud) sotto il nome originale di "Banca Centrale dello Yemen".
Nel settembre 2016, il governo riconosciuto a livello internazionale ha trasferito la sede della Banca (CBY) da Sanaa (controllata dalle forze Houthi) ad Aden. Ciò ha portato all'esistenza di fatto di due rami concorrenti del CBY, uno a Sana'a e l'altro ad Aden, con politiche divergenti e controllo delle risorse finanziarie.
La Banca dello Yemen ad Aden ha iniziato a stampare grandi quantità della nuova valuta, che alla fine è stata vietata nelle aree controllate dagli Houthi, creando due diversi tassi di cambio per il rial yemenita.